# Bibliographie sur J. R. R. Tolkien
Le monde et les langues créés par J. R. R. Tolkien ont généré un véritable secteur de recherches consacré à Tolkien.

## Études critiques

### Ouvrages en français
De nombreux ouvrages en langue anglaise ont été consacrés à l'œuvre de Tolkien. Les études en français sont plus rares et souvent récentes, témoignant de l'intérêt relativement tardif porté à Tolkien par la critique francophone :
- Jacques Bergier, Admirations, Christian Bourgois, 1970. Voir notamment le chapitre 7, J. R. R. Tolkien ou Le Seigneur des anneaux. Ce recueil, où Bergier évoque son admiration pour plusieurs auteurs anglo-saxons encore intraduits en français à l'époque, fit connaître Le Seigneur des Anneaux à Christian Bourgois qui l'édita en 1972–1973.
- Louis Bouyer, Les lieux magiques de la légende du Graal, éditions O.E.I.L., Paris, 1986
- Pierre Jourde, Géographies imaginaires : de quelques inventeurs de mondes au XXe siècle : Gracq, Borges, Michaux, Tolkien, Paris, 1991  (ISBN 2-7143-0422-2).
- Édouard Kloczko, Dictionnaire des langues elfiques : Quenya (Encyclopédie de la Terre du Milieu, volume 1), Tamise, 1995.
- Nicolas Bonnal, Tolkien, les univers d'un magicien, Les Belles Lettres, 1998  (ISBN 2-251-44137-9).
- Vincent Ferré, Tolkien : Sur les rivages de la Terre du Milieu, Christian Bourgois, 2001 (et Press Pocket, 2002, pour l'édition de poche)  (ISBN 2-267-01573-0). Un essai complet sur le Seigneur des Anneaux avec une analyse multidirectionnelle des thèmes, des personnages, de la géographie, de l'histoire du Seigneur des Anneaux, etc. ; et une analyse approfondie de la question de la mort et de la condition humaine.
- Édouard Kloczko, Dictionnaire des langues des Hobbits, des Nains, des Orques (etc.) (Encyclopédie de la Terre du Milieu, volume 4), Arda, 2002  (ISBN 2-911979-04-4).
- Isabelle Smadja, Le Seigneur des Anneaux ou la tentation du mal, PUF, coll. Sociologie d'Aujourd'hui, 2002  (ISBN 2-13-053050-8). Un ouvrage polémique dont la réception a été controversée par les communautés de lecteurs, arguant de ses partis pris, de ses contresens et de ses inexactitudes[1].
- Stratford Caldecott, Didier Rance et Grégory Solari, Tolkien, Faërie et Christianisme, Ad Solem, 2002  (ISBN 2-88482-014-0).
- Irène Fernandez, Et si on parlait du Seigneur des Anneaux, Presses de la Renaissance, 2003  (ISBN 2-85616-863-9).
- Charles Ridoux, Tolkien, le Chant du Monde, Les Belles Lettres, coll. Encrage, 2004  (ISBN 2-251-74121-6).
- Alain Tesnière, La quête du sens dans Bilbo le Hobbit de J. R. R. Tolkien, auto-édition, 2007  (ISBN 978-2-917155-00-4).
- Édouard Kloczko, L'Encyclopédie des Elfes d'après l'œuvre de Tolkien, Le Pré aux Clercs, 2008,  (ISBN 978-2-84228-325-4).
- Isabelle Pantin, Tolkien et ses légendes : une expérience en fiction, Paris, CNRS éditions, 2009  (ISBN 2271068762).

- Collectif :
  - Tolkien en France, recueil d'analyses critiques anciennes republiées par Édouard Kloczko, Arda, 1998  (ISBN 2-911979-02-8)
  - La Feuille de la Compagnie no 1, ouvrage collectif sous la direction de Michaël Devaux, L'Œil du Sphinx, 2001  (ISBN 2-914405-07-3) (épuisé). Cahier d'études tolkieniennes, incluant des articles, des dossiers thématiques et des recensions littéraires.
  - La Feuille de la Compagnie no 2, Tolkien, les racines du légendaire, ouvrage collectif sous la direction de Michaël Devaux, Ad Solem, 2003  (ISBN 2-88482-027-2).
  - Tolkien, 30 ans après (1973–2003), ouvrage collectif dirigé par Vincent Ferré, Christian Bourgois, 2004  (ISBN 2-267-01738-5). Une quinzaine d'articles, dont certains proviennent des conférences proposées à l'université Rennes 2 en 2003 ; contient également un entretien avec l'éditeur français de Tolkien, Christian Bourgois, et l'un de ses illustrateurs les plus célèbres John Howe.
  - Tolkien, un autre regard sur la Terre du Milieu, ouvrage collectif dirigé par Mathias Daval, éditions Edysseus, 2005  (ISBN 2-9523058-1-1).
  - Tolkien et le Moyen Âge, ouvrage collectif dirigé par Léo Carruthers, CNRS Éditions, 2007  (ISBN 978-2-271-06568-1).
  - Tolkien Aujourd'hui, ouvrage collectif dirigé par Michaël Devaux, Vincent Ferré, et Charles Ridoux, PUV, 2011  (ISBN 9782364240063).
  - Tolkien, le façonnement d'un monde (vol. 1 - botanique et astronomie), ouvrage collectif dirigé par Didier Willis, Le Dragon de Brume, 2011  (ISBN 978-2-9539896-0-1).
  - Tolkien, le façonnement d'un monde (vol. 2 - astronomie et géographie), ouvrage collectif dirigé par Didier Willis, Le Dragon de Brume, 2014  (ISBN 978-2-9539896-2-5).
  - Pour la gloire de ce monde. Recouvrements et consolations en Terre du Milieu, ouvrage collectif dirigé par Jean-Philippe Qadri et Jérôme Sainton, Le Dragon de Brume, 2016,  (ISBN 978-2-9539896-4-9).
  - Fées, navigateurs & autres miscellanées en Terre du Milieu, ouvrage collectif dirigé par Romaine Casademont, Didier Willis, Mahdî Brecq et Leo Carruthers, Le Dragon de Brume, 2017,  (ISBN 978-2-9539896-5-6).

### Ouvrages en anglais
Des atlas géographiques de la Terre du Milieu ont aussi été réalisés :
- Barbara Strachey, Journeys of Frodo: An Atlas of J.R.R. Tolkien's Lord of the Rings, Londres : 1981 (Les Voyages de Frodon - L'Atlas du Seigneur des Anneaux, illustré par Jérôme Lereculey, éditions BFP, 2003). Ouvrage de 51 cartes retraçant les voyages de Frodon et ses compagnons dans Le Seigneur des Anneaux.
- Karen Wynn Fonstad, The Atlas of Middle-earth, Boston : 1981 ; seconde édition révisée (largement) augmentée en 1991. Bien qu'encore non traduit en français, cet ouvrage de référence tire profit du Silmarillion et de la série Histoire de la Terre du Milieu.

Bibliographie non exhaustive de quelques ouvrages de référence en anglais :
- Verlyn Flieger, Splintered Light: Logos And Language In Tolkien's World, William B. Erdmans Publishing, 1983 ; seconde édition révisée et augmentée, Kent State University Press, 2002  (ISBN 0-87338-744-9).
- Verlyn Flieger, A Question of Time: J.R.R. Tolkien's Road to Faerie, Kent State University Press, 1997  (ISBN 0-87338-574-8).
- Verlyn Flieger, Interrupted Music: The Making Of Tolkien's Mythology, Kent State University Press, 2005  (ISBN 0-87338-824-0).
- Tolkien's Legendarium: Essays on The History of Middle-earth, ouvrage collectif sous la direction de Verlyn Flieger et Carl F. Hostetter, Greenwood Press, 2000  (ISBN 0-313-30530-7).
- Tolkien Studies  (ISSN 1547-3155)
  - Tolkien Studies, Volume 1, ouvrage collectif sous la direction de Douglas A. Anderson, Michael D. C. Drout et Verlyn Flieger, West Virginia University, 2004  (ISBN 0-937058-87-4).
  - Tolkien Studies, Volume 2, ouvrage collectif sous la direction de Douglas A. Anderson, Michael D. C. Drout et Verlyn Flieger, West Virginia University, 2005  (ISBN 1-933202-03-3).
  - Tolkien Studies, Volume 3, ouvrage collectif sous la direction de Douglas A. Anderson, Michael D. C. Drout et Verlyn Flieger, West Virginia University, 2006  (ISBN 1-933202-10-6).
  - Tolkien Studies, Volume 4, ouvrage collectif sous la direction de Douglas A. Anderson, Michael D. C. Drout et Verlyn Flieger, West Virginia University, 2007  (ISBN 9781933202266). Volume incluant une réédition de l'essai The Name 'Nodens' de Tolkien (1932).
  - Tolkien Studies, Volume 5, ouvrage collectif sous la direction de Douglas A. Anderson, Michael D. C. Drout et Verlyn Flieger, West Virginia University, 2008  (ISBN 1933202386). Volume incluant une réédition des essais Chaucer as a Philologist: The Reeve's Tale et The Reeve's Tale: Version Prepared for Recitation at the 'Summer Diversions' Oxford: 1939 de Tolkien.
  - Tolkien Studies, Volume 6, ouvrage collectif sous la direction de Douglas A. Anderson, Michael D. C. Drout et Verlyn Flieger, West Virginia University, 2009 (en format numérique, apparemment épuisé en format papier). Volume incluant l'essai Fate and Free Will de Tolkien.
  - Tolkien Studies, Volume 7, ouvrage collectif sous la direction de Douglas A. Anderson, Michael D. C. Drout et Verlyn Flieger, West Virginia University, 2010  (ISSN 1547-3155). Ce volume inclut un ensemble d'essais intitulés The Story of Kullervo and Essays on Kalevala de Tolkien.
- (en) Tom Shippey, The Road to Middle-earth, Londres, HarperCollins, 2005 (1re éd. 1982) (ISBN 978-0-261-10275-0).
- (en) Tom Shippey, J. R. R. Tolkien: Author of the Century, HarperCollins, 2000 (ISBN 0618257594).
- Anne C. Petty et J. Stein, Tolkien in the Land of Heroes: Discovering the Human Spirit, Cold Spring Press, 2003  (ISBN 1-892975-99-8).
- Tolkien: A Celebration. Collected Writings on a Literary Legacy, ouvrage collectif sous la direction de Joseph Pearce, HarperCollins, 1999.
- Tolkien in Translation, ouvrage collectif (Cormarë Series no 4), Walking Tree Publishers, 2003  (ISBN 3-9521424-6-8). Cet ouvrage aborde le problème de la traduction des œuvres de Tolkien en diverses langues. La traduction française est traitée dans une contribution de Vincent Ferré, Daniel Lauzon et David Riggs.
- The Ring of Words : Tolkien and the Oxford English Dictionary, ouvrage collectif de Peter Gilliver, Jeremy Marshall et Edmund Weiner, Oxford University Press, 2006  (ISBN 0-19-861069-6). Cet ouvrage aborde la contribution académique de Tolkien à l'OED et explore en retour l'influence de ces travaux sur son univers de fiction.
- J.R.R. Tolkien Encyclopedia: Scholarship and Critical Assessment, ouvrage collectif sous la direction de Michael D. C. Drout, Routledge, 2006  (ISBN 978-0415969420).
- Dimitra Fimi, Tolkien, Race and Cultural History: From Fairies to Hobbits, Palgrave Macmillan, 2010  (ISBN 0230272843).
- Tolkien and the Study of His Sources: Critical Essays, ouvrage collectif sous la direction de Jason Fisher, McFarland, 2011  (ISBN 978-0786464821).
- Christina Scull, Wayne G. Hammond, The J.R.R. Tolkien companion and Guide. Revised and expanded edition. 3 parties (Chronology, Reader's guide part I A-M, Reader's guide part II N-Z, 2.638 pages). HarperCollins, 2017  (ISBN 978-0-00-821454-8)
- On some stars, flowers & places in Middle-earth, Le Dragon de Brume, 2023  (ISBN 978-2-9539896-7-0)

## Études universitaires
Une liste de maîtrises, DEA, masters, thèses et articles universitaires français est maintenue par Vincent Ferré sur son site Pour Tolkien.

## Revues et Fanzines
Des fanzines sont régulièrement publiés, contenant des textes inédits de la main de Tolkien :
- Parma Eldalamberon, journal linguistique publié depuis 1971 par Christopher Gilson, de l'Elvish Linguistic Fellowship. À ce jour, 19 numéros sont parus, mais un certain nombre est épuisé. Depuis le no 11, les Parma Eldalamberon sont consacrés à la publication de textes de Tolkien, à haute teneur linguistique.
- Vinyar Tengwar, journal linguistique publié depuis 1988 par Jorge Quinonez puis Carl F. Hostetter, de l'Elvish Linguistic Fellowship. À ce jour, 49 numéros sont disponibles. Depuis le no 39, chaque volume est consacré à la publication de textes inédits de Tolkien, en priorité à teneur linguistique, mais d'accès plus facile que son homologue Parma Eldalamberon.

En complément, de nombreuses associations ou collectifs d'études publient régulièrement des revues spécialisées sur Tolkien :
- Amon Hen et Mallorn respectivement bulletin bimensuels et annuels publiés par la Tolkien Society depuis 1975 et 1995.
- Arda, bulletin annuel de la Arda Society, filiale de la Tolkien Society Forodrim, publié entre 1981 et 1994. À partir du no 3, le bulletin était publié en anglais  avec un résumé en suédois
  - Depuis 2007, la Arda Society publie également les Arda Philology, actes des conférences linguistiques Omentielva. Actuellement, deux numéros sont disponibles.
- Beyond Bree, journal mensuel du Tolkien Special Interest Group of American Mensa, publié depuis 1981 par Nancy Martsch.
  - Nancy Martsch est également l'éditrice des Basic Quenya, une série de leçons sur le quenya.
- Hither Shore, journal annuel, bilingue anglais et allemand, de la German Tolkien Society.
- Mythlore, journal bisannuel édité par la Mythopoeic Society depuis 1969. À ce jour, 112 numéros ont été publiés. Ce journal publie essentiellement des essais sur les Inklings, principalement Tolkien, C. S. Lewis et Charles Williams.
- Quettar, fanzine linguistique régulier de la Tolkien Society, édité entre 1980 et 1995, au nombre de 49 numéros.
- Tengwestië, journal linguistique en ligne publié depuis 2003 par Carl F. Hostetter, également éditeur des Vinyar Tengwar (cf. ci-dessus). Ce journal a publié une dizaine d'études linguistiques à ce jour.
- Tyalië Tyelelliéva, journal d'études linguistiques édité par Lisa Star entre 1994 et 2001. Ce journal a publié 18 numéros.

Revues périodiques ayant consacré un ou plusieurs de leurs numéros à l'œuvre de Tolkien :
- Faeries - Toutes les Fantasy, no 1 « Spécial J. R. R. Tolkien », collectif, éditions Nestiveqnen, été 2000 (réimpr. avril 2001), 160 pages  (ISBN 2-910899-20-9).
- Faeries - Toutes les Fantasy, Hors Série no 1 « Spécial J. R. R. Tolkien », collectif, éditions Nestiveqnen, janvier 2002, 160 pages  (ISBN 2-910899-40-3).

## Associations «loi de 1901»
- L'association La Faculté des études elfiques (La FEE), fondée en 1985 par Édouard Kloczko, a suspendu son activité en 1993. Elle publiait un bulletin irrégulier, Féerik, ainsi qu'une lettre de liaison, Le Gollum illustré.
  - Féerik no 5 (fanzine), 1990.
  - Féerik no 6 (fanzine), 1991.
- L'association La Compagnie de la Comté, fondée en 1996 et présidée par Michaël Devaux, diffusait quelques-uns de ses travaux en ligne, mais se conçoit désormais comme le comité de rédaction d'une revue d'études tolkieniennes, La Feuille de la Compagnie.
  - La Feuille de la Compagnie n° 1, aux éditions L'Œil du Sphinx, 2001, 200 pages.
  - Tolkien, les racines du légendaire (La Feuille de la Compagnie n° 2), aux éditions Ad Solem, 2003, 416 pages.
  - Tolkien l'Effigie des Elfes (La Feuille de la Compagnie n°3), aux éditions Bragelonne, 2014, 672 pages.
- L'association Tolkien & Co, fondée en 1997 par Mathias Daval, a publié jusqu'en 2001 une revue annuelle, Le Tolkieniste, ainsi qu'un bulletin d'informations, Noldolas.
- L'association Tolkiendil, issue du site web éponyme et fondée en janvier 2003, publie un magazine, L'Arc et le Heaume :
  - L'Arc et le Heaume no 0, Khazâd ! - Le monde des Nains, 32 pages (épuisé).
  - L'Arc et le Heaume no 1, Dans un trou vivait un hobbit, septembre 2005, 92 pages.
  - L'Arc et le Heaume no 2, Les Animaux de Tolkien, février 2010, 128 pages.
  - L'Arc et le Heaume no 3, Númenor, mai-juin 2012, 140 pages.
  - L'Arc et le Heaume - Hors-série no 1, Tolkien 1892-2012, juillet 2012, 200 pages.
  - L'Arc et le Heaume no 4, Histoire d'un aller et retour, février 2014, 164 pages.
  - L'Arc et le Heaume no 5, Au-delà de la Terre du Milieu, avril 2017, 164 pages.
  - L'Arc et le Heaume no 6, Ainulindalë et Valaquenta, septembre 2019, 172 pages.
  - L'arc et le Heaume - Hors-série no 2, Conversations avec J.R.R. Tolkien, septembre 2020, 108 pages.
  - L'arc et le Heaume no 7, Tolkien au féminin, septembre 2021, 182 pages.
  - L'arc et le Heaume - Hors-série no 3, Prières et Calligraphies elfiques, décembre 2022, 158 pages.
  - L'arc et le Heaume - Hors-série no 4, La Chronologie du Seigneur des Anneaux, septembre 2023, 134 pages.
- L'association Le Dragon de Brume, fondée en 2010 :
  - Tolkien, le façonnement d'un monde, volume 1, 2011, 276 pages.
  - Tolkien, le façonnement d'un monde, volume 2, 2014, 356 pages.
  - Pour la gloire de ce monde. Recouvrements et consolations en Terre du Milieu, 2016, 416 pages.
  - Fées, navigateurs & autres miscellanées en Terre du Milieu, 2017, 174 pages.
  - On some stars, flowers & places in Middle-earth, 2023, 118 pages.

## Événements
En Angleterre, la Tolkien Society organise chaque année à Oxford une manifestation connue sous le nom d'Oxonmoot. Cette rencontre se tient en septembre, habituellement le week-end le plus proche du 22 septembre (date d'anniversaire de Frodon et Bilbon), dans l'un des collèges d'Oxford. Elle inclut des conférences, des expositions et diverses animations. Enfin, elle se conclut par une visite sur la tombe de Tolkien au nord d'Oxford.
En France, des conférences se tiennent parfois sur Tolkien, par exemple :
- « Des Géographies imaginaires à Tolkien » : conférences à Ajaccio en octobre 1999 organisée par Édouard Kloczko ;
- « Semaine littéraire J. R. R. Tolkien » : conférences et rencontres à l'université de Rennes entre le 29 mars et le 5 avril 2003. Publiées dans Tolkien, Trente ans après (Christian Bourgois, 2004), ouvrage dirigé par Vincent Ferré ;
- « Hommage à J. R. R. Tolkien » : conférences au Grand Auditorium de la Bibliothèque nationale de France, le 31 janvier 2004, accessibles en ligne en version audio ;
- Colloque « Tolkien aujourd'hui » : conférences à Rambures, du 13 au 15 juin 2008, organisées par Charles Ridoux, Vincent Ferré et Michaël Devaux.
- Colloque « Tolkien et les Inklings » : conférences prévues du 25 juillet au 1er août 2012 à Cerisy-la-Salle, organisées par Vincent Ferré et Roger Bozetto.
- Colloque  « Tolkien, au croisement des mythes » : conférences à l'Université de Dijon le 10 avril 2015, organisées par Mahdî Brecq.
- Séminaire Tolkien à l'École Normale Supérieure (Paris – France) 2015 – 2016 ; 2016 – 2017.

## Abréviations
Pour suivre les discussions sur les forums spécialisés, on pourra se référer à la liste des abréviations bibliographiques suivantes :
- FR : The Fellowship of the Ring, la version anglaise du premier tome du Seigneur des anneaux : La Communauté de l'anneau ;
- TT : The Two Towers, la version anglaise du deuxième tome du Seigneur des anneaux : Les Deux Tours ;
- RK : The Return of the King, la version anglaise de Le Seigneur des anneaux : Le Retour du roi ;
- H : The Hobbit, la version anglaise de Bilbo le Hobbit ;
- R : The Road Goes Ever On ;
- TC : A Tolkien Compass ;
- S : The Silmarillion, la version anglaise du Silmarillion ;
- UT : Unfinished Tales of Númenor and Middle-Earth, la version anglaise de Contes et légendes inachevés ;
- L : The Letters of J. R. R. Tolkien, en français Lettres, usuellement cité Lnnn où nnn est le numéro de la lettre en question ;
- MC : The Monsters and the Critics, version anglaise de Les Monstres et les Critiques ;
- I et II : tomes 1 et 2 de The Book of Lost Tales, la version anglaise du Livre des Contes Perdus ;
- III : The Lays of Beleriand, version anglaise des Lais du Beleriand ;
- IV : The Shaping of Middle-earth, version anglaise de La Formation de la Terre du Milieu ;
- V : The Lost Road and Other Writings, version anglaise de La Route perdue et autres textes ;
- VI, VII, VIII, IX : les quatre volumes de The History of The Lord of the Rings : The Return of the Shadow, The Treason of Isengard, The War of the Ring, et Sauron Defeated ;
- X : Morgoth's Ring ;
- XI : The War of the Jewels ;
- XII : The Peoples of Middle-earth ;
- PE : le fanzine Parma Eldalamberon ;
- VT : le fanzine Vinyar Tengwar.

Ainsi, [FR/324] renvoie à la page 324 de l'édition anglaise de La Communauté de l'anneau (The Fellowship of the Ring), par exemple.